# Никишин, Евгений Михайлович
Евгений Михайлович Никишин (23 июля 1945 года, Пенза — 17 декабря 1986 года, Москва) — советский математик, доктор физико-математических наук, профессор Московского университета. Лауреат международной премии им. Р. Салема по математике.

## Биография
Родился в рабочей семье. В 1962 году поступил на физический факультет МГУ.
Студентом 2-го курса по собственной инициативе стал посещать семинар под руководством Д. Е. Меньшова и П. Л. Ульянова по теории ортогональных и тригонометрических рядов на механико-математическом факультете МГУ. Вскоре выбрал П. Л. Ульянова научным руководителем и начал самостоятельную научную работу. В 1966 году получил первые серьезные научные результаты по математике и перевёлся на механико-математический факультет МГУ.
В 1969 году досрочно завершил аспирантуру и защитил диссертацию на соискание учёной степени кандидата физико-математических наук «Резонансные теоремы и ряды по системе {ф(n, х)}». Стал сотрудником на кафедре теории функций и функционального анализа механико-математического факультета МГУ, где проработал до последних дней своей жизни.
В мае 1971 года, в возрасте 25 лет, защитил докторскую диссертацию «Резонансные теоремы и функциональные ряды».
С 1977 года и до последних дней жизни Е. М. Никишин — профессор кафедры теории функций и функционального анализа.
Научные интересы охватывали различные направления математического анализа и его приложений, теорию функций комплексного переменного и смежные с теорией чисел вопросы классического анализа. Обобщил на произвольную систему функций известную теорему американского математика А. Гарсиа (ортогональные ряды и их обобщения).
Подготовил более десяти кандидатов наук.
Скончался после тяжелой болезни. Похоронен на Хованском кладбище (2 уч.)

## Интересные факты
В выпущенном к 225-летию Московского университета (1980) фотоальбоме механико-математический факультет МГУ представляли четыре фотографии: две — с А. Н. Колмогоровым, одна с Л. И. Камыниным, одна с Е. М. Никишиным.

## Награды
международная премия им. Салема (1973), 

премия Ленинского комсомола (1972).